# Прищаново
Прища́ново — деревня в городском округе Богданович Свердловской области. Управляется Коменским сельским советом.

## История
В 1858 году в Прищанове открыта церковноприходская школа — одна из первых в о́круге.
Существовала Вознесенская деревянная часовня — снесена. 

## География
Прищаново расположено на правом берегу реки Кунары, к северо-востоку от административного центра округа и района — города Богдановича, в 4 километрах от центра города.
На юго-западе к деревне примыкает соседнее село Коменки.
Часовой пояс
Прищаново, как и вся Свердловская область, находится в часовой зоне МСК+2. Смещение применяемого времени относительно UTC составляет +5:00.

## Население
| 2002 | 2010 | 2021 |
| ---- | ---- | ---- |
| 516  | ↘432 | ↘412 |

## Инфраструктура
Прищаново включает 13 улиц: 
| 1. Улица 8 Марта 2. Берёзовая улица 3. Дальняя улица 4. Житная улица 5. Колхозная улица | 1. Комсомольская улица 2. Улица Механизаторов 3. Северная улица 4. Советская улица 5. Юбилейная улица | 1. Колхозный переулок 2. Новый переулок 3. Советский переулок |